# Barrage de Rengali
 (mars 2024).
Si vous disposez d'ouvrages ou d'articles de référence ou si vous connaissez des sites web de qualité traitant du thème abordé ici, merci de compléter l'article en donnant les références utiles à sa vérifiabilité et en les liant à la section « Notes et références ».
Le barrage de Rengali est un barrage situé dans l'état de l'Orissa en Inde sur le Brahmani. Le barrage a été construit en 1985. Le barrage forme l'un des plus grands lacs artificiels de l'état de l'Orissa.